# 氣泡室

氣泡室

氣泡室（英語：Bubble chamber），是一種偵測帶電粒子的儀器，它是在1952年由美國物理學家唐納德·格拉澤（Donald Arthur Glaser）發明，這因此讓他得到1960年的諾貝爾物理獎。據說唐納德·格拉澤是在密西根大學外的酒吧，看到有人把鹽放進啤酒裡而得到的靈感，但他在2006年時否認了這項說法。

## 運作原理
氣泡室運作的原理跟雲霧室類似，通常是將一個放滿液體（一般是液態氫）的容器，之後把它加熱接近到沸點，而當帶電粒子經過時就加熱液體而產生氣泡，它的軌跡就會形成一连串的氣泡，當氣泡膨脹到可看見的大小時，使用照相機把它攝影下來，就可以得到粒子軌跡的圖像，這樣可以讓氣泡室的解析度達到幾微米。整个氣泡室都被加以磁場，因此只要看粒子軌跡彎曲的程度就可以知道它的質荷比。